# Fabricius-ház
A Fabricius-ház Sopron Fő terének egyik legjellegzetesebb épülete. Az épület római kori középület maradványaira épült. Az épületet jelenlegi formájában a 14. századtól látható.

## Névadója
A Fabricius- ház névadója, Fabricius Endre városbíró, polgármester. Fabricius Endre Sopronban született, 1806-ban vette meg a Sopron Városház tér 54. sz. alatti házat. 1823. február 3-án Sopron város polgármesterévé választották. 1847. április 9-én hunyt el. 

## Történelme
A 14. században két ház állt a telken, a hátulsó épület már akkor két emeletes volt. A Fabricius- ház helyén kezdték el építeni a Szent Dorottya kápolnát 1320-ban, majd egy födémmel kettéosztották az épületet. Az alsó részéből pince, a felsőből pedig lakás lett. 1806-ban került a névadója, Fabricius Endre tulajdonába. Halála után özvegye birtokába került a ház, majd az idő múltával a Fabricius család az evangélikus egyháznak adományozta az épületet. Jelenleg a Fabricius-ház a Soproni Múzeum részét képezi és több kiállításnak ad otthont.

## Művészeti jellegzetességei
Az épület mai formája a 17. században alakult ki. Ebből az időből származik az udvar két emeletes loggiája és az utcai szárny első emeletének faragott mennyezete, a hátulsó traktus gótikus és barokk pincéje, valamint a gótikus nagyterme is.

## Múzeum
Jelenleg a Fabricius-házban több kiállítás is található. A kőtárban megtekinthetők a Scarbantiából, Sopron római kori elődjéből és a környékéről származó kőemlékek, valamint szobrok, oltárkövek és sírkövek láthatók a gótikus és barokk pincében.

## Külső hivatkozások
- Fabricius-ház, utazzitthon.hu
- Fabricius-ház, museum.hu
- A Fabricius-ház honlapja